# مارتن زافيروف
مارتن زافيروف (بالبلغارية: Мартин Зафиров)‏ هو لاعب كرة قدم بلغاري في مركز الوسط، ولد في 26 ديسمبر 1973 في صوفيا في بلغاريا. لعب مع سسكا صوفيا ونادي تشيرنو مور فارنا ونادي سبارتاك فارنا ونادي لوكوموتيف بلوفديف ونادي لوكوموتيف صوفيا ونادي هامبورغ.

## وصلات خارجية
- مارتن زافيروف على موقع قاعدة بيانات كرة القدم.إي يو (الإنجليزية)
- مارتن زافيروف على موقع بيانات كرة القدم. دي إي (الألمانية)
- مارتن زافيروف على موقع عالم كرة القدم.نت (الإنجليزية)